# Bloodflowers
Bloodflowers is het elfde album van de Britse newwaveband The Cure, dat uitkwam op 15 februari 2000.

## Geschiedenis
Bloodflowers is volgens Cure-fans een album dat teruggaat naar de wortels van de band. Het is het derde en laatste album van Robert Smiths trilogy (trilogie) van drie albums die de echte The Cure sound (The Cure geluid) hebben. In 2002 speelde de band de integrale albums Pornography, Disintegration en Bloodflowers live in Brussel], Hamburg en Berlijn. Het in Berlijn opgenomen optreden kwam op de dvd The Cure: Trilogy.
Bloodflowers zou het laatste The Cure album zijn, met de Trilogy als einde. Dit bleek niet zo te zijn.

## Nummers
- Alle nummers zijn van Smith/Gallup/Bamonte/Cooper/O'Donnell

1. "Out of This World" - 6:43
2. "Watching Me Fall" - 11:13
3. "Where the Birds Always Sing" - 5:44
4. "Maybe Someday" - 5:04
5. "Coming Up" - 6:26
6. "The Last Day of Summer" - 5:36
7. "There Is No If..." - 3:43
8. "The Loudest Sound" - 5:09
9. "39" - 7:19
10. "Bloodflowers" - 7:31

- Coming Up is een bonusnummer dat staat op de Japanse en Australische versies van Bloodflowers. Het staat niet op alle cd-versies, wel op alle vinylversies.

### Extra nummer
1. "Spilt Milk" - 4:53 (een bonusnummer dat alleen verkrijgbaar is via internet)

### Complete sessie
1. "Possession" - 5:17 (Staat op het box set Join the Dots)
2. "Just Say Yes" - (Staat op het Greatest Hits album)
3. "Your So Happy!" - 4:59 (Enige tijd beschikbaar op de website van The Cure, kan nog gevonden worden op enkele P2P-netwerken)
4. "Heavy World" - (nog niet uitgebracht)
5. "Everything Forever" - (nog niet uitgebracht)

## Promo's
Bloodflowers heeft geen commerciële singles voortgebracht. Wel kwamen er promo's uit voor dj's en radiostations van:
- "Out of This World" - januari (Europa) en mei (VS) 2000
- "Maybe Someday" - januari (VS) en april (Europa) 2000
- "The Last Day Of Summer" - (Polen) 2000
- "Watching Me Fall (Underdog Remix)" - (Frankrijk) 2000

## Samenstelling
- Robert Smith - zang, gitaar, keyboards
- Perry Bamonte - gitaar
- Jason Cooper - percussie, drums
- Simon Gallup - basgitaar
- Roger O'Donnell - keyboards

## Productie
- Producer - Paul Corkett, Robert Smith
- Engineers - Paul Corkett, Sacha Jankovich
- Mixing - Paul Corkett, Robert Smith
- Mastering - Ian Cooper
- Projectcoördinator - Daryl Bamonte
- Fotografie - Perry Bamonte, Paul Cox, Alex Smith
- Logo - Alexis Yraola

## Hitlijsten
Albums - Billboard (Noord-Amerika)
- 2000 - The Billboard 200 - Positie 16
- 2000 - Top Internet Albums - Positie 2

Singles - Billboard (Noord-Amerika)
- 2000 - "Maybe Someday" - Modern Rock Tracks - Positie 10